# Chrístos Pappás
Pour les articles homonymes, voir Pappas.
Chrístos Pappás (grec moderne : Χρήστος Παππάς), né en 1962 à Athènes, est homme politique grec, membre d'Aube dorée.

## Biographie
Il est le fils d'Elias Pappas, un officier de l'armée et un collaborateur de la dictature des colonels. Son père était également l'un des fondateurs du parti Aube dorée.
Lors des élections législatives de mai 2012, Chrístos Pappás est élu député pour la 14e législature, qui aura duré du 6 mai 2012 au 19 mai 2012.
Lors des élections législatives de juin 2012, il est réélu le 17 juin 2012 à la 15e législature.
Il est arrêté et placé en détention provisoire en septembre 2013 à la suite du meurtre du rappeur Pavlos Fyssas par un membre d'Aube dorée. Lors d'une perquisition à son domicile, la police trouve des armes détenues illégalement et une collection d'objets nazis.
Aux élections législatives de janvier 2015, il est réélu sur la liste nationale d'Aube dorée.
Le 14 octobre 2020, il est reconnu coupable d’avoir dirigé une « organisation criminelle » et condamné à 13 ans de prison ferme par la cour pénale d'Athènes. Il est en fuite depuis lors, ayant probablement bénéficié de l'aide de policiers . Le 1er juillet 2021, il est arrêté par la police grecque à Athènes, mettant fin à sa fuite.